# Филин, Василий Михайлович
Фи́лин Васи́лий Миха́йлович (15 января 1901 — 17 августа 1966) — советский военный лётчик и военачальник, участник Гражданской, Советско-финской, Великой Отечественной войн, командир 7-го Севастопольского штурмового авиационного корпуса во время Великой Отечественной войны, генерал-лейтенант авиации.

## Биография
Родился 15 января 1901 года в деревне Раковка Новосильского уезда Тульской губернии ныне Новосильского района Орловской области. Русский. В РККА с 1919 года. Член ВКП(б) с 1927 года. Жена — Полина Ивановна.

## Образование
- 47-е Николаевские пехотные курсы красных командиров (1922)[2]
- экстерном за нормальную пехотную школу (1927)[2]
- 3-я военная школа лётчиков и летнабов имени К. Е. Ворошилова (1930)[2]
- Борисоглебскую школу лётчиков (1933)
- ВАК при Высшей военной академии им. К. Е. Ворошилова (1951)

## Военная карьера
Участник Гражданской войны с октября 1919 года. Служил красноармейцем в стрелковом полку, участвовал в боях против вооружённых формирований Н. И. Махно на Украине, сражался с войсками генерала П. Н. Врангеля в Северной Таврии. В феврале 1920 года произведён младшим командиром в стрелковый полк, участвовал в Кубано-Новороссийской наступательной операции, воевал на Каховском плацдарме, осенью участвовал в наступлении в Северной Таврии, в Перекопско-Чонгарской операции, в форсировании Сиваша, овладении Литовским полуостровом и штурме Юшуньских укреплений.
После Гражданской войны в июле 1921 года направлен на учёбу на пехотные курсы красных командиров, по окончании которых был направлен во 2-ю Одесскую артиллерийскую школу, затем проходил службу в стрелковом полку: старшина роты, командир взвода полковой школы.
С января 1929 года переведён в ВВС на стажировку в должности летнаба в Харьков, затем переведён летнабом в Киев. Направлен на учёбу в 3-ю Оренбургскую военную школу лётчиков и летнабов, по окончании которой в 1930 году вернулся в 50-ю штурмовую эскадрилью, где был лётчиком-летнабом и старшим летнабом. В 1932 году поступил в Борисоглебскую школу лётчиков — командиров звеньев, по окончании которой назначен командиром авиационного звена 24-й лёгкой бомбардировочной эскадрильи. С 1937 года — командир 25-й штурмовой эскадрильи. С марта 1938 года — командир 9-го штурмового авиационного полка.
Участник советско-финской войны 1939–1940 гг., командующий авиационной группой ОН на Кандалакшском направлении. С мая 1941 года заместитель командира 55-й смешанной авиационной дивизии в Петрозаводске.

## Участие в Великой Отечественной войне
С начала Великой Отечественной войны находился в той же должности — заместитель командира, с 18 июля 1941 года — командир 55-й смешанной авиационной дивизии на Северном фронте. В марте 1942 года переведён заместителем командующего ВВС 7-й армии Карельского фронта.
С 26 мая 1942 по 18 февраля 1943 — командир 224-й штурмовой авиационной дивизии 1-й воздушной армии Западного фронта. Дивизия поддерживала действия советских войск на юхновском и ржевском направлениях. Части дивизии осуществляли авиационную поддержку 1-го гвардейского кавалерийского и 4-го воздушно-десантного корпусов при их действиях в тылу противника и наносили штурмовые удары по его аэродромам.
В. М. Филин лично возглавлял вылеты отдельных групп штурмовиков на бомбёжку врага, летал на самолёте Ил-2.
С 17 марта 1943 года командир 10-го смешанного авиационного корпуса, переименованного в июле 1943 года в 7-й штурмовой авиационный корпус. Корпус участвовал в операциях:
- Миусская операция с 17 июля 1943 года по 2 августа 1943 года.
- Донбасская операция с 13 августа 1943 года по 22 сентября 1943 года.
- Мелитопольская операция с 26 сентября 1943 года по 5 ноября 1943 года.
- Никопольско-Криворожская операция с 30 января 1944 года по 29 февраля 1944 года.
- Крымская операция с 8 апреля 1944 года по 12 мая 1944 года.

и освобождении городов Мелитополя и Севастополя, за что ему было присвоено почётное наименование «Севастопольский».

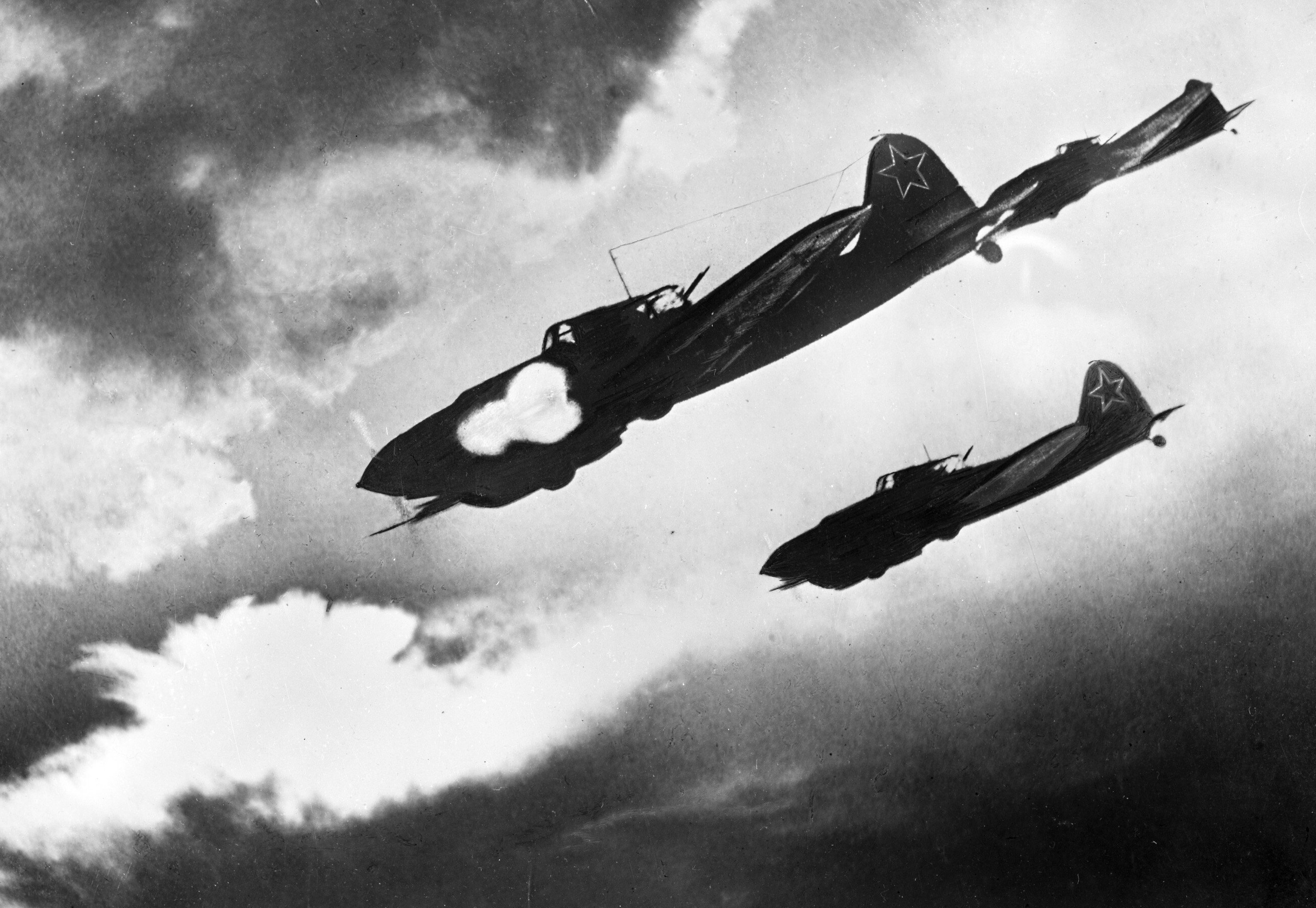
Штурмовик Ил-2 атакует

В августе 1944 года после 1000-километрового перелёта корпус во взаимодействии с наземными частями 1, 2 и 3-го Прибалтийского фронтов участвовал в освобождении городов Тарту, Валга, в прорыве укреплённой оборонительной полосы противника в районе г. Шяуляй. В. М. Филин лично произвёл 32 боевых вылета, участвовал в операциях и сражениях:
- Тартуская операция с 17 августа 1944 года по 6 сентября 1944 года
- Прибалтийская операция с 14 сентября 1944 года по 24 ноября 1944 года
- Рижская операция с 8 октября 1944 года по 22 октября 1944 года
- Блокада и ликвидация Курляндской группировки.

За время войны был шесть раз упомянут в благодарственных в приказах Верховного Главнокомандующего.

## После войны
После войны продолжал командовать 7-м штурмовым авиационным корпусом.
- с мая 1947 — помощник командующего по строевой части 10-й воздушной армии в Дальневосточном военном округе.
- с июня 1950 по июль 1951 проходил обучение на ВАК при Высшей военной академии им. К. Е. Ворошилова
- с июля 1951 — помощник командующего 48-й воздушной армией Одесского военного округа
- с декабря 1953 — старший военный советник командующего ВВС Народно-освободительной армии Китая.

С июля 1956 – в запасе..
Проживал в Одессе. Умер 17 августа 1966 года, похоронен на Втором Христианском кладбище.

### Воинские звания
- Генерал-майор авиации — 17 марта 1943 года
- Генерал-лейтенант авиации — 16 мая 1944 года

## Награды
- орден Ленина (21.02.1945 — выслуга 25 лет)[5]
- орден Красного Знамени (05.05.1940 г.)[1][6]
- орден Красного Знамени (23.11.1942 г.)[1]
- орден Красного Знамени (03.11.1944 — выслуга 20 лет)[5]
- орден Красного Знамени (1949 — выслуга 30 лет)[5]
- Орден Богдана Хмельницкого 1 степени (18.08.1945 г.)[7]
- Орден Богдана Хмельницкого 2 степени (19.03.1944 г.)[8]
- орден Суворова 2 степени[9](17.09.1943 г.)
- орден Кутузова 2 степени[10](16.05.1944 г.)
- Орден Знак Почета (23.02.1938 г.)[1]
- Медаль 20 лет РККА
- медали